# Швед Ярослав Антонович
Яросла́в Анто́нович Швед (нар. 20 серпня 1949, с. Рожанівка Заліщицького району Тернопільської області) — український господарник, директор приватного сільськогосподарського підприємства «Мамаївське» Кіцманського району Чернівецької області.

## Нагороди
- Заслужений працівник сільського господарства України.
- Герой України (з врученням ордена Держави, 22.08.2004).
- Знак «Патріот України» Міністерства оборони України[1].